# Der karierte Regenmantel
Der karierte Regenmantel ist ein gut halbstündiges, deutsches Stummfilm-Lustspiel aus dem Jahre 1917 von Max Mack.

## Handlung
Amadeus, ein soignierter Herr in den „besten Jahren“, ist Fabrikant von Damenmänteln. Als er gerade mal wieder mit seiner Sekretärin schäkert, überrascht ihn seine Gattin Emma mit einem Besuch. Da sie einen Mantel benötigt, wie sie sagt, stellt er ihr gleich drei zur Auswahl. Emma begeistert sich rasch für einen weiten, voluminösen Regenmantel mit sehr großen Karos. Sofort begibt sie sich damit auf die Straße und kehrt heim. Dort erhält Emma Besuch von ihrer Freundin Gritti, die beabsichtigt, mit ihrem Freund einen Opernbesuch abzustatten. Da es draußen zu regnen beginnt und Gritti von Emmas neuem Mantel begeistert ist, leiht Emma ihr das gute Stück. Gerade als Gritti geht, sie der heimkehrende Amadeus den Mantel und muss nun annehmen, dass seine Frau in diesem auffälligen Bekleidungsstück steckt.
Emma, die aus dem Fenster sieht und entrüstet feststellt, dass ihr Gatte Gritti nachläuft, zieht den falschen Schluss und glaubt, dass ihr Amadeus womöglich ein Verhältnis mit Gritti hat und ihr deshalb nachsteigt. Emma will es nun genau wissen und läuft den beiden hinterher. Derweil hat Gritti ihren Verlobten getroffen, und beide besteigen die Straßenbahn. Amadeus, der sich noch immer ausschließlich an dem ins Auge stechenden Mantel orientiert, nimmt daraufhin an, dass offensichtlich seine Frau ihn mit dem Fremden betrügt. Amadeus betritt ebenfalls die Tram und kurz darauf auch Gattin Emma. Enttäuscht von der mutmaßlichen Untreue beschließt Emma, ihre Mutter anzurufen. Die eilt zu ihrer Tochter, die sich bei ihrer Mutter ausheult. Ihre Mutter rät Emma, sich von diesem untreuen Wüstling scheiden zu lassen. Amadeus hat aus denselben falschen Gründen dieselbe Absicht und trifft bei eben jenem Rechtsanwalt ein, den bereits Emma mit ihrer Scheidungsabsicht aufgesucht hat. Mit Hilfe von Gritti, die dem Anwalt die Zusammenhänge mit dem Regenmantel erklärt, klärt sich jedoch alles auf, und Amadeus und Emma versöhnen sich wieder.

## Produktionsnotizen
Der karierte Regenmantel passierte die Zensur im Dezember 1917 und wurde kurz darauf uraufgeführt. Die Länge des heute noch erhaltenen Dreiakters betrug ursprünglich 733 Meter.

## Wissenswertes
Hauptdarstellerin Rosa Felsegg hatte ab 1917 nur wenige Jahre lang in einer Handvoll Filmen mitgewirkt. Sie war von Haus aus Sängerin und trat unter anderem an Berlins Komischer Oper auf.
Dieselbe Besetzung hatte zur etwa selben Zeit in Macks Kriminalfilmlustspiel Der Fall Hirn mitgewirkt.

## Kritik
In Wiens Neue Kino-Rundschau heißt es: „Max Mack hat hier wieder eine famose Arbeit geschaffen und mit Hilfe des Autors und der vortrefflichen Darsteller einen stürmischen Erfolg beim Publikum gefunden. Mit treffendem Witz und in jeder Beziehung geschickt verfaßt und inszeniert, wird dieser Film auch hervorragend gespielt (…) Voll sprühender Heiterkeit ist auch die kleinste Szene. Die Photographie ist glänzend, die Darstellung vortrefflich, was besonders von Rosa Felsegg, Eugen Burg und Beni Montano gilt.“